# Burning Fight
Burning Fight é um jogo de arcade criado pela SNK em 1991 para o sistema MVS do Neo Geo. Sendo um jogo de Beat'em up, ele foi provavelmente uma tentativa de lucrar em cima da fama que os jogos Final Fight (da Capcom) e Streets of Rage (da Sega) tiveram em sua época. Três anos após seu lançamento nos arcades e no console da Neo-Geo, foi lançado também sua versão para Neo Geo CD como a única versão de plataforma do jogo. O produtor do jogo é Eikichi Kawasaki, um dos fundadores da SNK e o homem por trás de vários jogos famosos da empresa, como por exemplo as séries Fatal Fury e Samurai Shodown.

## História
Duke e Billy, dois policiais-detetives famosos e renomados da cidade de Nova Iorque, estão na cola de um perigoso sindicato do crime japonês. Sua investigação os levou às ruas perigosas do Japão onde eles conhecem um policial e artista marcial chamado Ryu. Ryu concorda em juntar-se à dupla para achar os chefes das quadrilhas de crime organizado do Japão e acabar com o seu reino de terror de uma vez por todas. 

### Personagens
- Duke Edwards: O protagonista e o personagem balanceado do jogo, tendo seus chutes um bom alcance. Duke é o personagem ideal para jogadores novatos. Seu golpe especial é o conhecido gancho chamado "Submarine Screw". Duke tem uma aparência que lembra Cody, da série Final Fight.
- Billy King: O personagem mais forte e lento do elenco, tendo seus ataques os que mais fazem dano. Billy é o personagem ideal para jogadores mais experientes ou como parceiro no jogo. Seu golpe especial é uma investida onde ele corre derrubando todos que estiverem pela frente.
- Ryu Saeba: O personagem mais fraco e rápido do elenco, tendo grande facilidade de executar combos. Ryu é o personagem ideal para personagens pouco experientes que gostam de velocidade. Seu golpe especial é um chute rodando no ar, muito semelhante ao especial de Guy, da série Final Fight.

## Jogabilidade
Este jogo usa elementos que são muito semelhantes ao de Final Fight: seleção de personagens balanceado (um personagem balanceado, outro rápido e fraco e outro forte e lento), objetos e armas encontradas no chão durante o jogo podem ser usadas contra os inimigos e causam mais dano que os golpes normais e cenários semi-interativos, onde os jogadores podem destruir cabines de telefone, lixeiras, etc. Burning Fight é praticamente uma cópia modificada de Final Fight, tendo somente como diferença os mini-estágios secretos encontrados pelo cenário do jogo, onde o jogador deve seguir objetivos (neste caso, acabar com oponentes e destruir objetos) em um curto espaço de tempo para ganhar prêmios.